# Nuoto ai XVIII Giochi del Mediterraneo - 100 metri rana maschili
La gara dei 100 metri rana maschili dei XVIII Giochi del Mediterraneo si è svolta il 24 giugno 2018. Al mattino si sono svolte le batterie, mentre la finale si è disputata nel pomeriggio.

## Podio
| Pos. | Atleta         | Nazione |
| ---- | -------------- | ------- |
|      | Fabio Scozzoli | Italia  |
|      | Čaba Silađi    | Serbia  |
|      | Berkay Öğretir | Turchia |

## Record
Prima della manifestazione il record del mondo (RM) e il record dei Giochi del Mediterraneo (RG) erano i seguenti.
|  | 57"13   | Adam Peaty         | 7 agosto 2016 Rio de Janeiro |
|  | 1'00"45 | Melquíades Álvarez | 27 giugno 2009 Pescara       |

Durante la competizione è stato migliorato il seguente record:
|  | 1'00"36 | Fabio Scozzoli |

## Risultati

### Batterie
| Pos. | Batteria | Corsia | Atleta             | Nazionalità | Tempo   | Note |
| ---- | -------- | ------ | ------------------ | ----------- | ------- | ---- |
| 1    | 2        | 4      | Čaba Silađi        | Serbia      | 1'00"67 | Q    |
| 2    | 2        | 5      | Youssef Elkamash   | Egitto      | 1'01"35 | Q    |
| 3    | 1        | 5      | Berkay Öğretir     | Turchia     | 1'01"68 | Q    |
| 4    | 2        | 7      | Wassim Elloumi     | Tunisia     | 1'01"81 | Q    |
| 5    | 1        | 4      | Romanos Alyfantis  | Grecia      | 1'02"01 | Q    |
| 6    | 3        | 4      | Fabio Scozzoli     | Italia      | 1'02"02 | Q    |
| 7    | 2        | 3      | Peter John Stevens | Slovenia    | 1'02"05 | Q    |
| 8    | 1        | 3      | Ioannis Karpouzlis | Grecia      | 1'02"08 | Q    |
| 9    | 3        | 3      | Zaccaria Casna     | Italia      | 1'02"18 |      |
| 10   | 3        | 5      | Hüseyin Emre Sakçı | Turchia     | 1'02"32 |      |
| 11   | 1        | 6      | Mario Navea        | Spagna      | 1'02"41 |      |
| 12   | 2        | 6      | Nikola Obrovac     | Croazia     | 1'02"45 |      |
| 13   | 3        | 6      | Aljaž Kerč         | Slovenia    | 1'02"61 |      |
| 14   | 3        | 2      | Joan Ballester     | Spagna      | 1'03"51 |      |
| 15   | 3        | 7      | Thomas Tsiopanis   | Cipro       | 1'04"41 |      |
| 16   | 1        | 2      | Moncef Balamane    | Algeria     | 1'04"43 |      |
| 17   | 2        | 2      | Alexis Santos      | Portogallo  | 1'04"46 |      |
| 18   | 1        | 7      | Dasar Xhambazi     | Kosovo      | 1'11"51 |      |

### Finale
| Pos. | Corsia | Atleta             | Nazionalità | Tempo   | Note |
| ---- | ------ | ------------------ | ----------- | ------- | ---- |
|      | 7      | Fabio Scozzoli     | Italia      | 1'00"36 |      |
|      | 4      | Čaba Silađi        | Serbia      | 1'00"46 |      |
|      | 3      | Berkay Öğretir     | Turchia     | 1'00"95 |      |
| 4    | 6      | Wassim Elloumi     | Tunisia     | 1'01"61 |      |
| 5    | 5      | Youssef Elkamash   | Egitto      | 1'01"64 |      |
| 6    | 8      | Ioannis Karpouzlis | Grecia      | 1'02"28 |      |
| 7    | 2      | Romanos Alyfantis  | Grecia      | 1'02"52 |      |
| 8    | 1      | Peter John Stevens | Slovenia    | DSQ     |      |